# Heterispa costipennis
Heterispa costipennis es una especie de insecto coleóptero de la familia Chrysomelidae, descrita en 1858 por Boheman.